# Casa d'arte futurista Depero
La Casa d'arte futurista Depero, detta anche Casa Depero, è un museo di arte futurista a Rovereto in via Portici, 38. È stato ideato nel 1957 dall'artista Fortunato Depero ed è l'unico museo in Italia fondato da un futurista. Nel 1989 Casa Depero è entrato a far parte del Museo d'arte moderna e contemporanea di Trento e Rovereto. Il presidente del museo è Vittorio Sgarbi, il direttore è Diego Ferretti, il responsabile di Casa Depero è Federico Zanoner.

## Storia

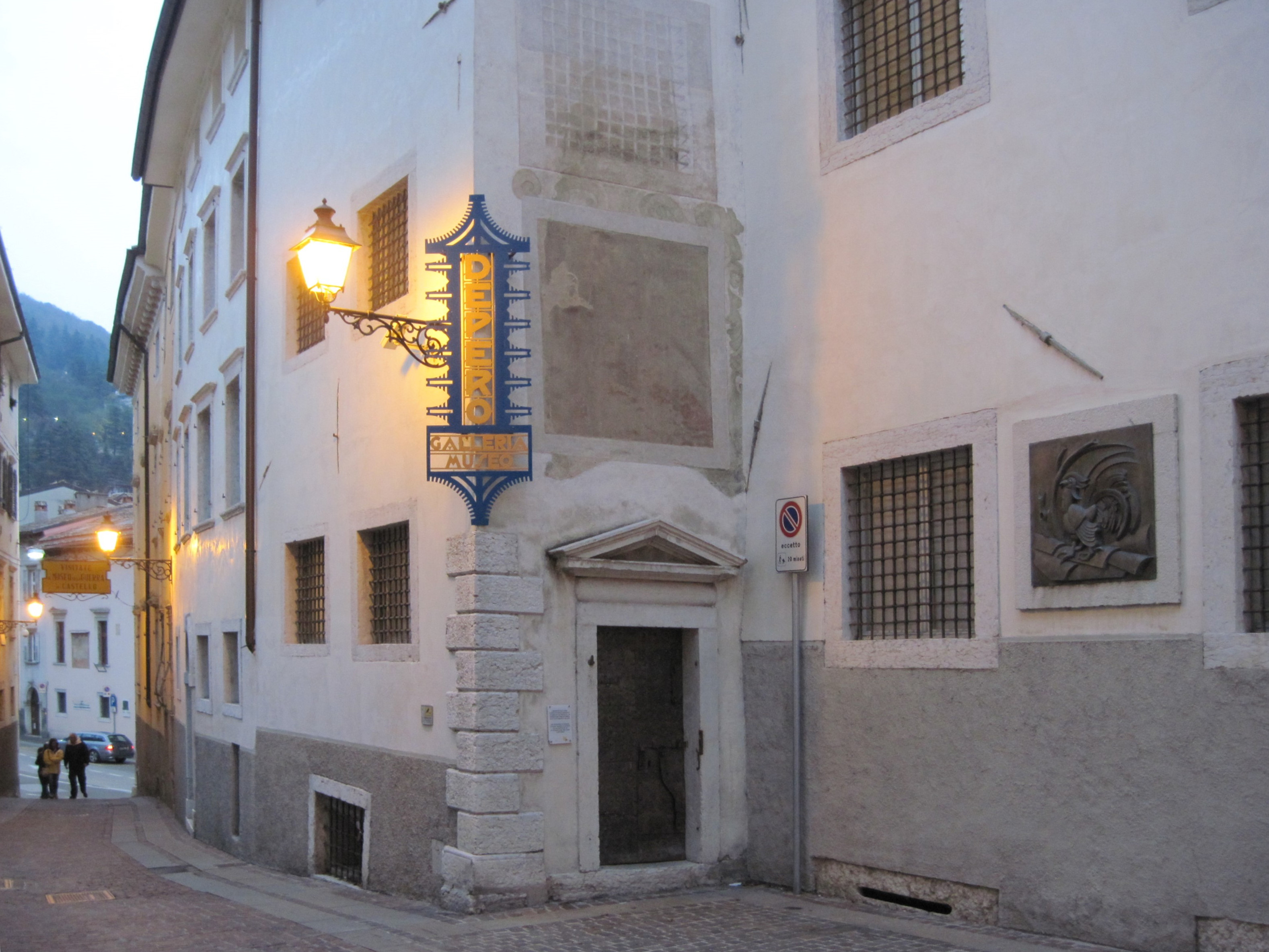
Vecchio ingresso del museo Depero in via della Terra

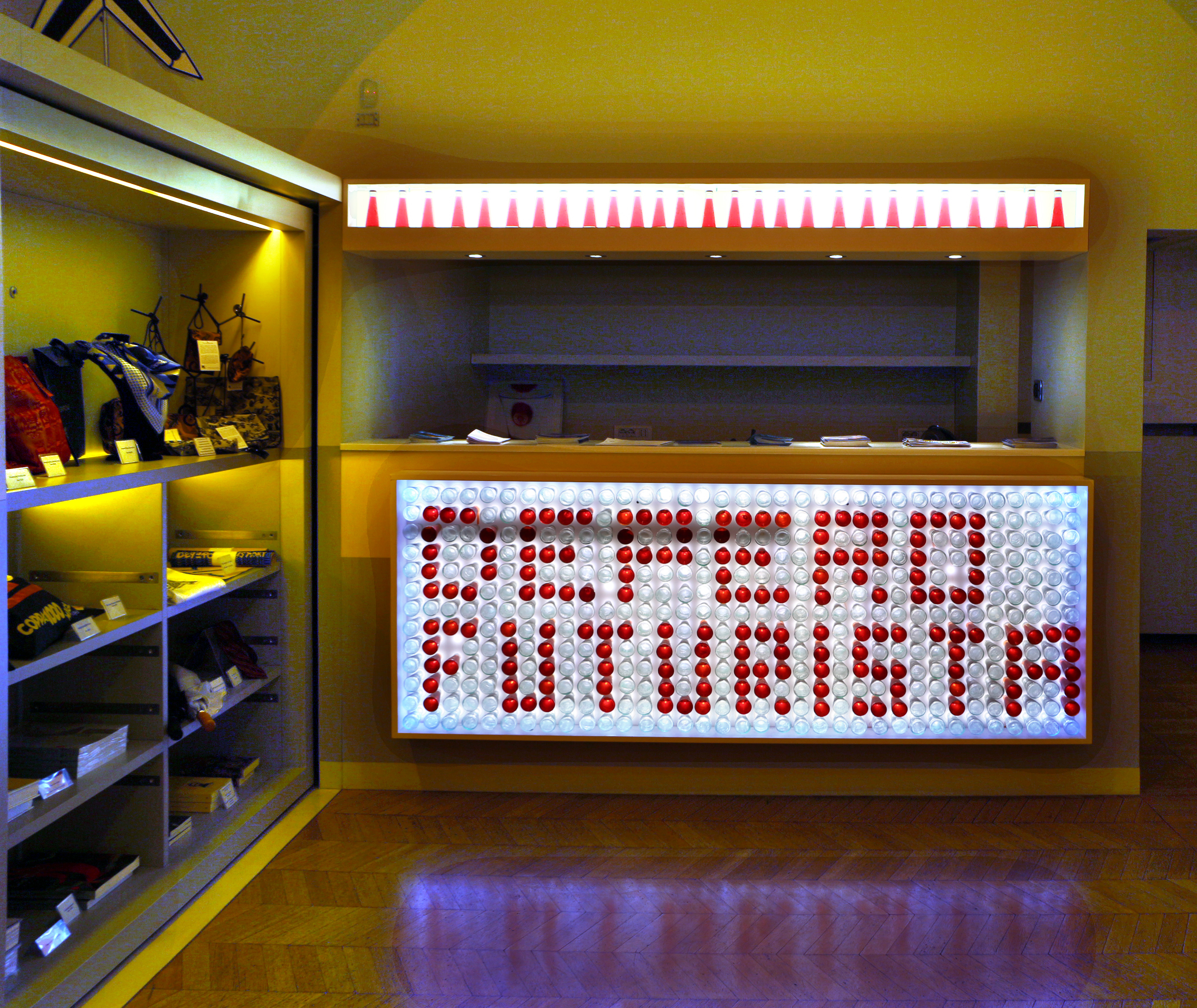
Ingresso

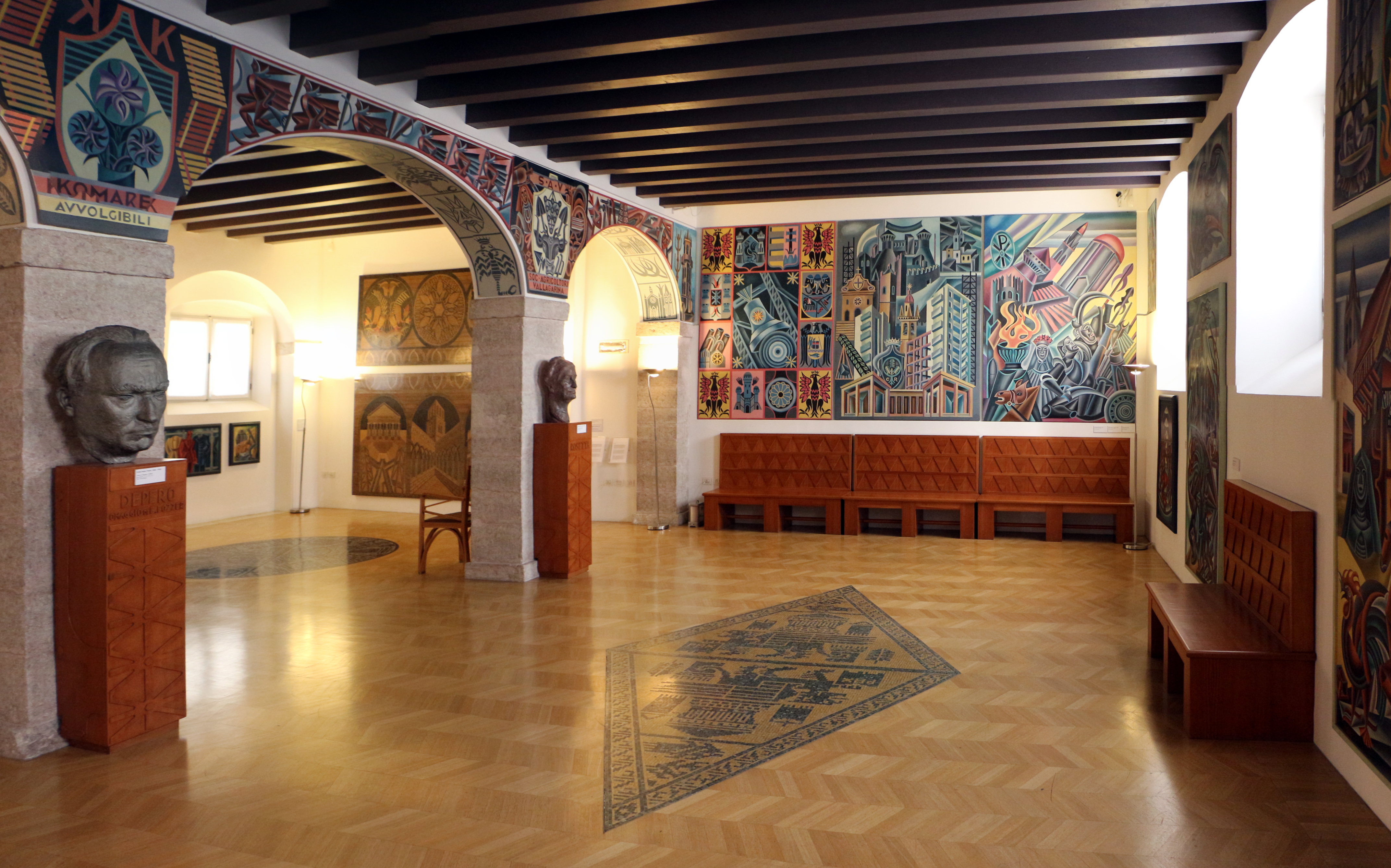
Sala Rovereto

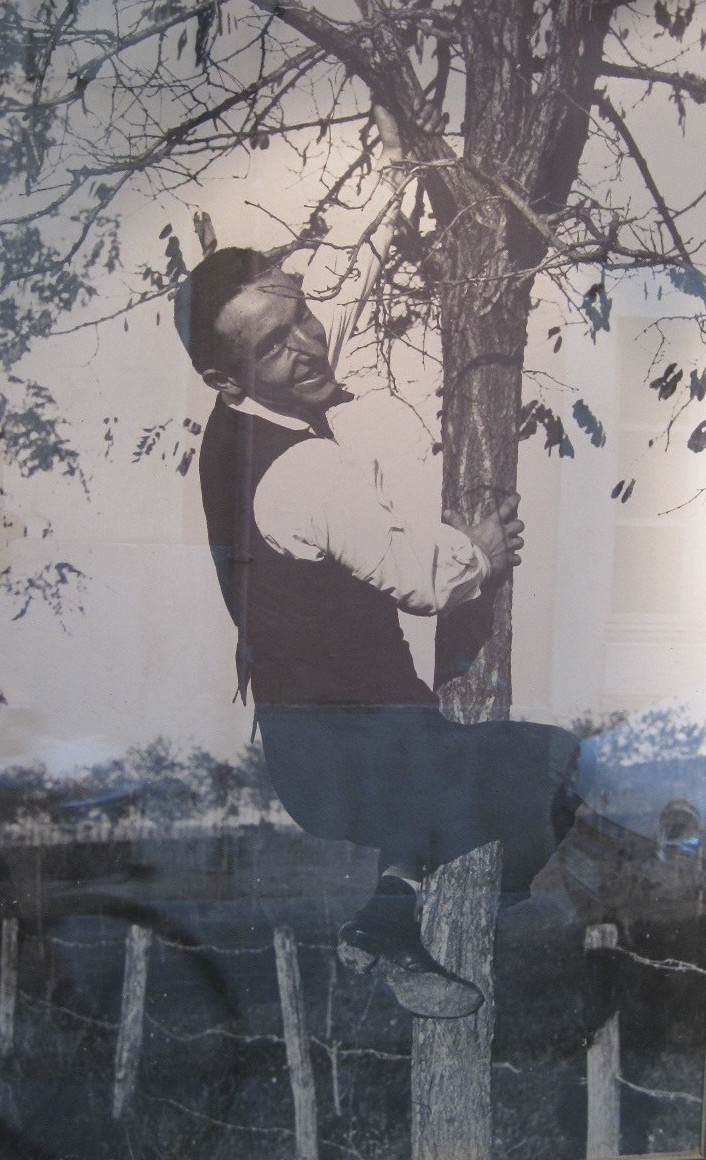
Fortunato Depero - Autoritratto su un albero (1915)

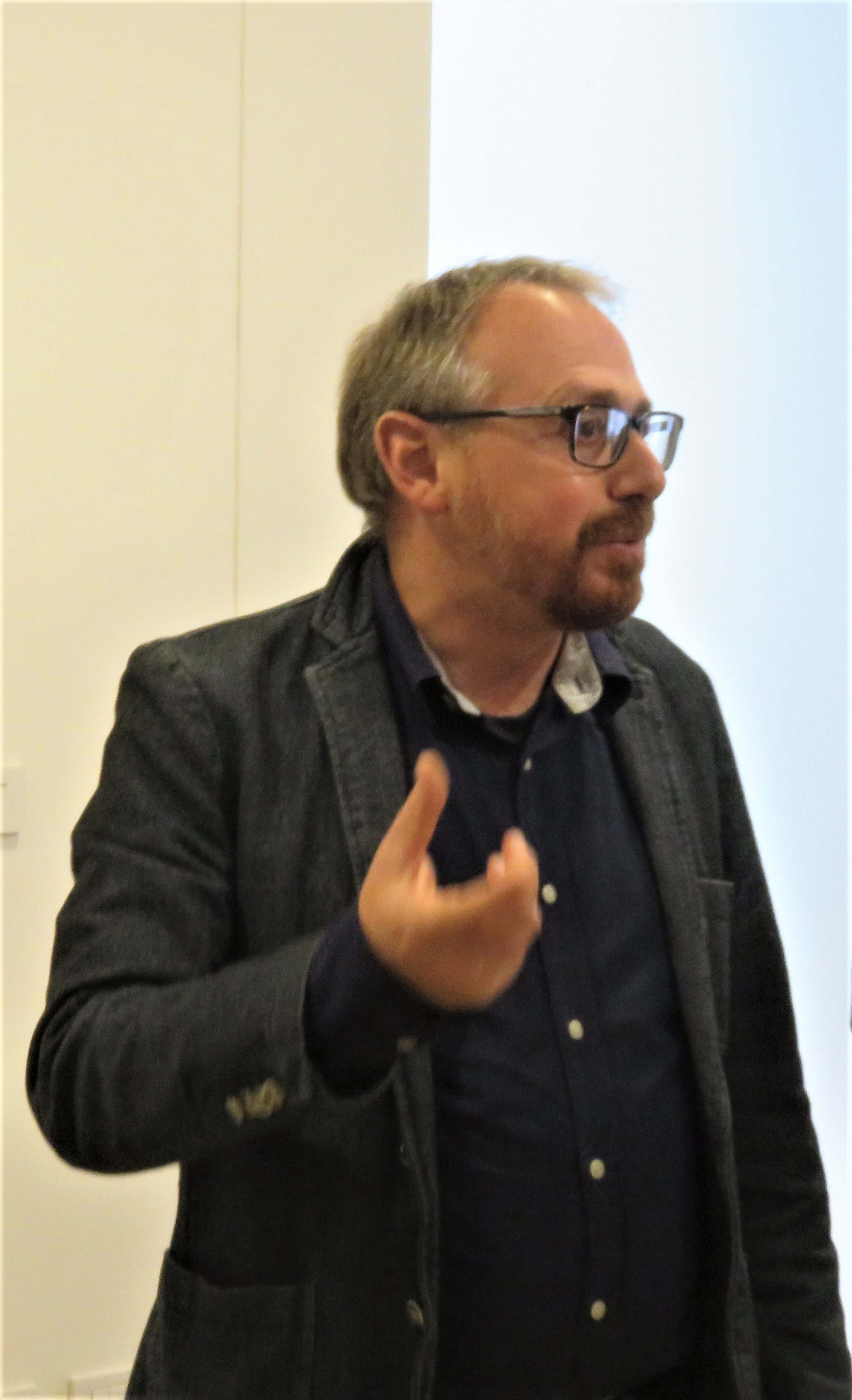
Federico Zanoner, responsabile di Casa Depero

L'artista trentino Fortunato Depero concepì l'idea di una casa museo nel 1957. Il progetto andò in porto grazie all'aiuto fondamentale del comune di Rovereto e il primo agosto 1959 aprì la Galleria Museo Fortunato Depero in un edificio del centro storico cittadino che era stato sede del banco dei pegni in epoca medievale. Il progetto museografico fu elaborato personalmente da Depero tra il 1957 e il 1959. L'artista morì il 29 novembre 1960 senza riuscire a completare del tutto il museo lasciando tuttavia numerosi schizzi della struttura, dell'arredamento, delle decorazioni e dei rivestimenti del museo come lo avrebbe voluto.
Nel 1989 Casa Depero entrò a far parte del Museo d'arte moderna e contemporanea di Trento e Rovereto. Dopo un lungo restauro curato dall'architetto Renato Rizzi, il 17 gennaio 2009 il museo riaprì al pubblico. e la data coincise con il centenario del futurismo. Casa Depero iniziò a ospitare esposizioni temporanee incentrate su temi cari a Fortunato Depero: il design, le arti applicate e la grafica pubblicitaria. La prima mostra venne dedicata al cane a sei zampe, il logo dell'Eni.
Nel 2010 Casa Depero ospitò una mostra di mobili e arazzi dell'artista e designer roveretano Alessandro Mendini e un'esposizione dedicata al futurista Tullio Crali, con opere e documenti d'archivio. Nel 2011 il museo espose una retrospettiva sul pittore futurista Roberto Iras Baldessari e una mostra sui Nuovi Futuristi (Gianantonio Abate, Clara Bonfiglio, Innocente, Marco Lodola, Luciano Palmieri, Plumcake).
Nel 2012 Casa Depero espose un album di fotografie della Val di Fiemme decorato con disegni da Depero nel 1912 e ritrovato nel 2009. La mostra affronta anche il tema dell'irredentismo, in quanto l'album è dedicato al Touring Club Italiano "propugnatore del rimboschimento delle valli del Trentino". Nello stesso anno espose quattro opere della serie Eternal Rest di Paco Cao, artista in residenza presso il Mart, accanto ai dipinti originali che l'artista ha rielaborato. Nel 2013 il museo ha realizzato una retrospettiva sul pittore futurista Paolo Ventura e l'anno seguente una mostra che accostava le opere dell'artista sardo Eugenio Tavolara a quelle di Depero.
L'11 ottobre 2014 è stata inaugurata Calpestare la guerra, una mostra di tappeti afgani a tema bellico realizzati dopo l'invasione sovietica. L'esposizione si collegava con la grande mostra del Mart La guerra che verrà non è la prima e con quella della Galleria civica di Trento Afterimage. Rappresentazioni del conflitto, realizzate in occasione del centenario della prima guerra mondiale.

## Architettura
Casa Depero si trova in un edificio restaurato dall'architetto Renato Rizzi che vi ha inserito parte dei progetti originali di Depero del 1959 ma mai completati. Il nuovo museo dà notevole risalto alle grandi tarsie in panno dell'artista, come ad esempio Il corteo della gran bambola del 1920, che sono tra le sue opere più importanti e originali.

## Collezioni
Casa Depero espone a rotazione dipinti, disegni, arazzi, tarsie in buxus, collage, manifesti, locandine, mobili, giocattoli e prodotti d'arte applicata realizzati da Fortunato Depero dai primi anni del Novecento fino agli anni cinquanta.

## Didattica
A Casa Depero il Museo d'arte moderna e contemporanea di Trento e Rovereto svolge laboratori didattici e visite guidate.

## Mostre temporanee
- Il cane a sei zampe, dal 19 settembre 2009 al 10 gennaio 2010
- Mendini > Depero, dall'8 maggio 2010 al 17 ottobre 2010
- Tullio Crali. La donazione, dal 29 ottobre 2010 al 1º maggio 2011
- Roberto Iras Baldessari. Depositi e acquisizioni al Mart, dal 14 maggio 2011 al 30 ottobre 2011
- I Nuovi Futuristi, dal 19 novembre 2011 al 26 febbraio 2012
- Depero 1912. Il Touring Club Italiano tra futurismo e irredentismo, dal 30 marzo 2012 al 2 settembre 2012
- Paco Cao. Riposo eterno. Edizione Depero, dal 13 ottobre 2012 al 13 gennaio 2013
- Paolo Ventura. Mago futurista, dal 22 giugno 2013 al 31 maggio 2014
- Tavolara e Depero. La manifattura delle case d'arte, dal 17 maggio 2014 al 5 ottobre 2014
- Calpestare la guerra, dall'11 ottobre 2014 al 20 settembre 2015